# You’ll Be in My Heart
You’ll Be in My Heart ist ein Song von Phil Collins aus dem Disney-Film Tarzan (1999). Der Song erschien sowohl auf dem Soundtrack des Films als auch auf anderen Disney-Kompilationen. Eine von Glenn Close interpretierte Version der Single war ebenfalls auf dem Soundtrack enthalten.
Ein Demo mit Collins singend am Piano wurde als Bonus-Feature auf der 2-DVD-Special-Edition von Tarzan veröffentlicht.
Beim Musikvideo zum Song führte Kevin Godley Regie.

## Produktion und Kontext
Obwohl Collins letztlich den Song auch sang, war er von Disney ursprünglich nur als Songwriter engagiert worden. Hinsichtlich seiner Vergangenheit als Drummer der Rockband Genesis schien Collins den Disney-Machern geeignet, da er einen „kraftvollen Dschungelbeat als Begleitung von Tarzans Abenteuern“ forcierte. Diese Ballade schrieb Collins als einen von fünf Originalsongs für den Film.
Der Song, ursprünglich mit dem Titel „Lullaby“ geplant, wird in der Szene verwendet, in der Tarzans Adoptiv-Gorilla-Mutter Kala Tarzan als schreiendes Baby beruhigen will. Sie redet ihm zu, dass sie es beschützen und warm halten wird. Sie sagt, dass alles gut werden wird und „you'll be in my heart, always“ (engl. für „du wirst in meinem Herzen sein, immer“). Der Song handelt davon, dass „Liebe ein Bund ist, der nicht durchtrennt werden kann“.
Im Film endet der Song mit dem ersten Vers. Die komplette Version des Songs auf dem Soundtrack-Album stellt fest, dass andere nicht verstehen können, wie eine Mutter und ihr Kind sich lieben können, wenn sie so unterschiedlich sind.
Als das Schicksal ruft, wird Tarzan gesagt, dass er stark sein muss, auch wenn seine Eltern nicht da seien. Der Song ist einer von insgesamt nur zwei Songs in Tarzan, die zum Teil von einem Film-Charakter interpretiert werden (der andere ist „Trashing’ the Camp“). Die übrigen werden von Collins selbst gesungen. Der komplette Song wird schließlich während des Abspanns gespielt.
In der Bühnenversion von 2006 wird der Song von Kala und dem Ensemble performed. Eine Reprise wird von Kala und Tarzan gesungen, als Letzterer sich entscheidet, in die Menschenwelt zurückzukehren. This was because the omniscience of Collins’ songs did not translate too well, so the song along with Two Worlds, „perform similar thematic and character introductions on stage“.

## Rezeption

### Preise
Kurz nach seiner Veröffentlichung, wurde der Titel bereits als Oscar-Anwärter gehandelt. Das Lied gewann schließlich den Golden Globe Award als Best Original Song und den Academy Award in der Kategorie Best Original Song. Bei der Oscar-Zeremonie wurde der Song von Collins live aufgeführt. Darüber hinaus erhielt das Lied auch eine Nominierung für einen Grammy Award, hatte jedoch das Nachsehen gegenüber Madonnas „Beautiful Stranger“ aus Austin Powers: The Spy Who Shagged Me.

### Rezensionen
Manila Standard sagte, Collins „wachse poetisch“ mit dem Song. Die Disney Song Encyclopedia nannte ihn eine „flotte Ballade“ und einen „zärtlichen Song“. American Musical Theatre: A Chronicle meinte, Merle Dandridge, die den Song in der Broadway-Version in der Rolle von Tarzans Adoptivmutter Kala sang, hätte „den besten Song“. American Literature on Stage and Screen: 525 Works and Their Adaptations gab an, der Song hätte einen „zeitgenössischen Sound, wobei sich seine Impulse wunderbar in den pulsierenden Sound des Dschungels einfügen“ würden. Billboard meinte, der Song gehe „in dieselbe Vene“ wie Collins Song „Can’t Stop Loving You“. Musical Experience in Our Lives: Things We Learn and Meanings We Make erzählte eine persönliche Geschichte davon, wie der Song eine besondere Bedeutung für die Mutter-Tochter-Beziehung gehabt hätte. Vergleichbare Stories wurden auch von zwei anderen Quellen berichtet.

## Kommerzieller Erfolg

### Chartplatzierungen
You’ll Be in My Heart war 19 aufeinanderfolgende Wochen auf Platz eins der Adult Contemporary Charts („die längste Zeit überhaupt zu dieser Zeit“) und hatte seinen Höhepunkt auf Platz 21 der US-amerikanischen Billboard Hot 100. Der Song war Collins’ erster Top-40-Hit in den Billboard Hot 100 seit Everyday aus dem Jahr 1994. In den britischen Singlecharts schaffte es You’ll Be in My Heart auf Platz 17.
| ChartsChartplatzierungen       | Höchstplatzierung | Wochen |
| ------------------------------ | ----------------- | ------ |
| Deutschland (GfK)              | 20 (10 Wo.)       | 10     |
| Österreich (Ö3)                | 30 (9 Wo.)        | 9      |
| Schweiz (IFPI)                 | 24 (18 Wo.)       | 18     |
| Vereinigte Staaten (Billboard) | 21 (20 Wo.)       | 20     |
| Vereinigtes Königreich (OCC)   | 17 (8 Wo.)        | 8      |

### Auszeichnungen für Musikverkäufe
| Land/Region                  | Auszeichnungen für Musikverkäufe (Land/Region, Auszeichnung, Verkäufe) | Verkäufe  |
| ---------------------------- | ---------------------------------------------------------------------- | --------- |
| Dänemark (IFPI)              | Platin                                                                 | 90.000    |
| Neuseeland (RMNZ)            | Gold                                                                   | 15.000    |
| Spanien (Promusicae)         | Gold                                                                   | 30.000    |
| Vereinigte Staaten (RIAA)    | 3× Platin · + Gold (Duett-Version mit Glenn Close)                     | 1.000.000 |
| Vereinigtes Königreich (BPI) | Platin                                                                 | 600.000   |
| Insgesamt                    | 3× Gold · 5× Platin ·                                                  | 4.235.000 |

Hauptartikel: Phil Collins/Auszeichnungen für Musikverkäufe

## Andere Sprachen
Der gesamte Tarzan-Soundtrack, und so auch „You’ll Be in My Heart“, wurde von Phil Collins in verschiedene andere Sprachen übersetzt und in diesen auch gesungen, nämlich Deutsch, Französisch, Spanisch und Italienisch. In Ungarisch, Norwegisch, brasilianischem Portugiesisch, Japanisch, Mandarin, Kantonesisch, Burmesisch, Schwedisch und Portugiesisch wurde der gesamte Soundtrack vom ungarischen Sänger Akos, dem norwegischen Sänger Tor Endresen, dem brasilianischen Sänger Ed Motta, dem japanischen Sänger Masayuki Sakamoto, dem chinesischen Sänger Wakin Chau, dem burmesischen Sänger Zainal Abidin, dem schwedischen Sänger Pelle Ankarberg und dem portugiesischen Sänger Luís Represas, gesungen. Die portugiesische Version enthält dennoch die originale Version des Songs. Die spanische Version des Songs, „En Mi Corazón Vivirás“, ist Collins’ einzige Platzierung in den Billboard’s Hot Latin Tracks. Der Song erreichte dort Platz 32.
Im deutschen Fernsehen lief auf Sat.1 die Castingsendung für die Besetzung der deutschsprachigen Musicalversion, in der Collins in der Jury saß. Die deutschsprachige Version „Dir gehört mein Herz“ sang er auch live im Fernsehen in Wetten, dass..?.
| „You’ll Be in My Heart“ in anderen Sprachen | „You’ll Be in My Heart“ in anderen Sprachen                  | „You’ll Be in My Heart“ in anderen Sprachen    | „You’ll Be in My Heart“ in anderen Sprachen |
| Sprache                                     | Interpret                                                    | Titel                                          | Übersetzung                                 |
| ------------------------------------------- | ------------------------------------------------------------ | ---------------------------------------------- | ------------------------------------------- |
| Arabisch                                    | هشام نور (Hesham Noor)                                       | „حتعيش هنا في القلب“ („Hat’eesh hina fil alb“) | „Du lebst hier im Herzen“                   |
| Brasilianisches Portugiesisch               | Ed Motta                                                     | „No meu coração“                               | „In meinem Herzen“                          |
| Bulgarisch                                  | Стамен Янев (Stamen Yanev)                                   | „Във моето сърце“ („Vav moeto sarce“)          | „In meinem Herzen“                          |
| Kantonesisch                                | 周華健 (Emil Chau/Jau Wa Gin)                                | „我深心的愛“ („Wǒ shēn xīn de ài“)             | „Meine tiefe Liebe“                         |
| Katalanisch                                 | Miquel Fernández                                             | „Dins del meu cor“                             | „In meinem Herzen“                          |
| Kroatisch                                   | Tony Cetinski                                                | ?                                              | ?                                           |
| Tschechisch                                 | Petr Muk                                                     | ?                                              | ?                                           |
| Dänisch                                     | Stig Rossen                                                  | „Du’ mit hjerteslag“                           | „Du bist mein Herzschlag“                   |
| Niederländisch                              | Bert Heerink                                                 | „Jij woont in mijn hart“                       | „Du lebst in meinem Herzen“                 |
| Europäisches Portugiesisch                  | Luís Represas                                                | „Tu vives no meu coração“                      | „Du lebst in meinem Herzen“                 |
| Finnisch                                    | Pekka Kuorikoski                                             | „Sä oot sielussain“                            | „Du bist seelenvoll“                        |
| Flämisch                                    | Paul Michels                                                 | „Jij woont in mijn hart“                       | „Du lebst in meinem Herzen“                 |
| Französisch                                 | Phil Collins                                                 | „Toujours dans mon cœur“                       | „Immer in meinem Herzen“                    |
| Deutsch                                     | Phil Collins                                                 | „Dir gehört mein Herz“                         | „Dir gehört mein Herz“                      |
| Griechisch                                  | Άλεξ Παναγής (Álex Panayís)                                  | „Βαθιά στην καρδιά“ („Vathiá stin karthiá“)    | „Tief im Herzen“                            |
| Hebräisch                                   | מומי לוי (Momy Levy)                                         | „אתה אצלי בלב“ („?“)                           | „Du bist in meinem Herzen“                  |
| Ungarisch                                   | Kovács Ákos                                                  | „A szívem vigyáz rád“                          | „Mein Herz kümmert sich um dich“            |
| Isländisch                                  | Stefán Hilmarsson                                            | „Í brjósti mér þú býrð“                        | „In meinem Herzen lebst du“                 |
| Italienisch                                 | Phil Collins                                                 | „Sei dentro me“                                | „Du bist in mir“                            |
| Japanisch                                   | 坂本昌行 (Sakamoto Masayuki)                                 | „いつも心に“ („Itsumo kokoro ni“)              | „Immer in meinem Herzen“                    |
| Koreanisch                                  | 윤도현 (Yoon Do-Hyun)                                        | „함께 사는 세상“ („Hamkke sanŭn sesang“)       | „Die Welt, in der wir zusammen leben“       |
| Burmesisch                                  | Zainal Abidin Mohamad                                        | „Kau di hatiku“                                | „Du bist in meinem Herzen“                  |
| Hochchinesisch                              | 周華健 (Emil Chau/Zhōu Huá-Jiàn)                             | „你在我心里面“ („Nǐ zài wǒ xīn lǐ miàn“)       | „Du in meinem Herzen“                       |
| Norwegisch                                  | Tor Endresen                                                 | „Mitt barn“                                    | „Mein Kind“                                 |
| Polnisch                                    | Paweł Hartlieb                                               | „W mym sercu jest twój dom“                    | „Dein Zuhause ist in meinem Herzen“         |
| Rumänisch                                   | Alin Oprea                                                   | „În inima mea“                                 | „In meinem Herzen“                          |
| Russisch                                    | Алекса́ндр Никола́евич Мали́нин (Aleksandr Nikolaevich Malinin) | „В сердце у меня“ („V serdtse u menya“)        | „In meinem Herzen“                          |
| Slowakisch                                  | Vašo Patejdl                                                 | „Ja ťa v srdci mám“                            | „Ich habe dich in meinem Herzen“            |
| Spanisch                                    | Phil Collins                                                 | „En mi corazón vivirás“                        | „Du wirst in meinem Herzen leben“           |
| Schwedisch                                  | Pelle Ankarberg                                              | „Du finns inom mig“                            | „Du bist in mir“                            |
| Thai                                        | สุทธานิน มาลัยพงษ์ (Suthanin Malaiphong)                         | „เธอแนบข้างใจ“ (Ter nâep kâang jai)             | „Du schließt dein Herz“                     |
| Türkisch                                    | Fatih Erkoç                                                  | ?                                              | ?                                           |
| Ukrainisch                                  | Володимир Трач (Volodymyr Trach)                             | ?                                              | ?                                           |